# Alexandr velký
Alexandr velký (Psittacula eupatria) je druh papouška obývající jižní a jihovýchodní Asii. Je největším zástupcem rodu alexandr, který se zároveň chová i v zajetí. Je pojmenován po dobyvateli Alexandru Velikém.

## Taxonomie

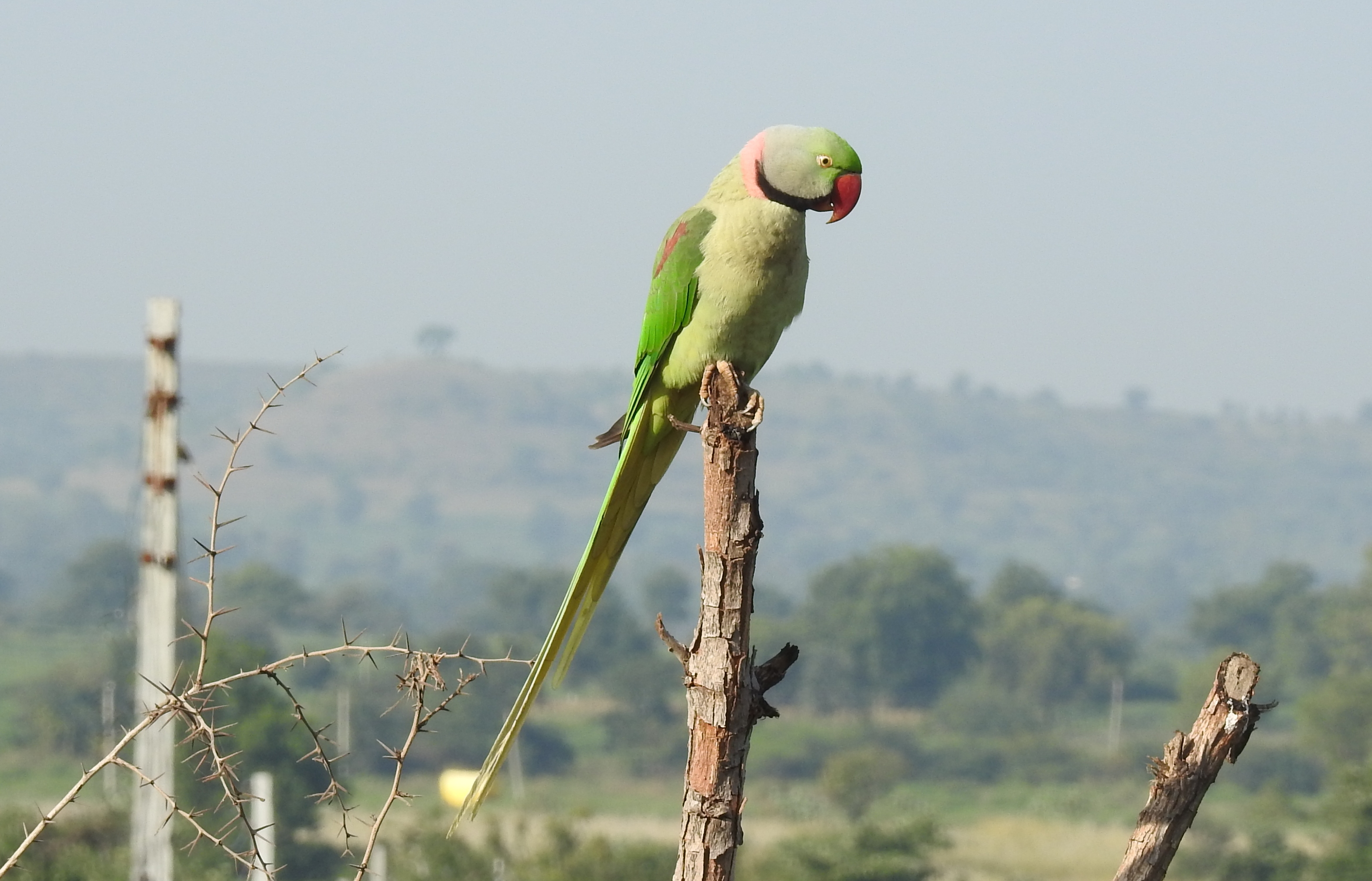
Dospělý jedinec v Maháráštře v Indii

Druh alexandr velký poprvé popsal v roce 1766 Carl Linné, švédský biolog. Druhové jméno eupatria je řeckého původu, kde předpona eu značí dobrý a patria původ nebo též otec. V současné době je uváděno pět poddruhů:
- Alexandr velký barmský (Psittacula eupatria avensis)
- Alexandr velký jižní (Psittacula eupatria eupatria)
- Alexandr velký andamanský (Psittacula eupatria magnirostris)
- Alexandr velký nepálský (Psittacula eupatria nipalensis)
- Alexandr velký thajský (Psittacula eupatria siamensis)

## Popis
Alexandr velký je jeden z největších druhů alexadrů, v Indii se dokonce považuje za největší zdejší druh. Jeho tělo na délku měří přibližně 58 cm, křídlo mezi 18,9 a 21,5 cm a ocas 21,5 až 35,5 cm. Poddruh alexandr velký nepálský je ze všech největší: jeho tělo dosahuje až 62 cm na délku. Dospělí jedinci obvykle váží 200 až 300 g.
Alexandři velcí jsou zbarveni převážně zeleně, u samců je patrný modrý až šedý odstín na lících a v týlu. Břicho je zeleno-žluté, směrem k ocasu může být i namodralé. Na křídlech mají charakteristické oranžové „zrcátko“. To je vidět již na prvním opeření. Zobák je oranžový až červený, nohy šedé, krom thajského poddruhu, který má nohy spíše žlutavé. Samci jsou snadno rozeznatelní od samiček díky černému pruhu na krku a výraznějšímu narůžovělému peří v týlu. Mladí jedinci se podobají samičkám. Poddruhy jsou si vzájemně podobné a podle vzhledu je lze těžko rozeznat.
Mají hluboký hlas, který je výraznější než u jejich blízkých příbuzných alexandrů malých (Psittacula krameri).

## Výskyt a populace
Alexandři velcí obývají velkou oblast, počínaje Pákistánem, přes Indii a Srí Lanku až k Vietnamu a Thajsku. Na východě jsou populace menší, stejně tak v jižní Indii, a na Srí Lance a v Kambodži, je lze pozorovat spíše vzácně. V některých oblastech je patrný pokles: způsobuje ho ztráta přirozeného prostředí a také odchyt lidmi. Naopak v Gudžarátu v Indii ale populace roste. Byli zavlečeni i do Bahrajnu, Íránu, Turecka, Spojených arabských emirátů a Jemenu.
Vyhledávají vlhké i suché lesy, stejně tak i mangrovové porosty, plantáže nebo místa osídlená lidmi. Alexandry velké lze většinou pozorovat v nadmořské výšce do 900 m, v některých oblastech ale také v 1600 m n. m.
Až do roku 2014 Mezinárodní svaz ochrany přírody (IUCN) klasifikoval tento druh jako málo dotčený, později získal status téměř ohrožený.
V zajetí se jedná o populární druh, jedním z důvodů může být i schopnost dobře imitovat lidskou řeč. Kvůli chovu v zajetí se vyvinulo i několik mutací: lutino, modrá, misty, tyrkysová...

## Chování
Období hnízdění ve volné přírodě probíhá od listopadu do dubna. Velikost snůšky se pohybuje mezi dvěma až čtyřmi vejci, která jsou po nakladení zahřívána dalších 28 dnů.
Živí se semeny, různými druhy ovoce a květinami. Také nektarem, který získávají z květů zarděnic (Erythrina), buteí a stromů Bombax ceiba. Ačkoliv je lze běžně vídat spíše v menších skupinkách, v oblastech hojných na potravu se sdružují do velkých hejn, především za soumraku.
Jedinci v zajetí se mohou dožívat až třiceti let, i když některé zdroje uvádí až čtyřicet.